# Kröpcke

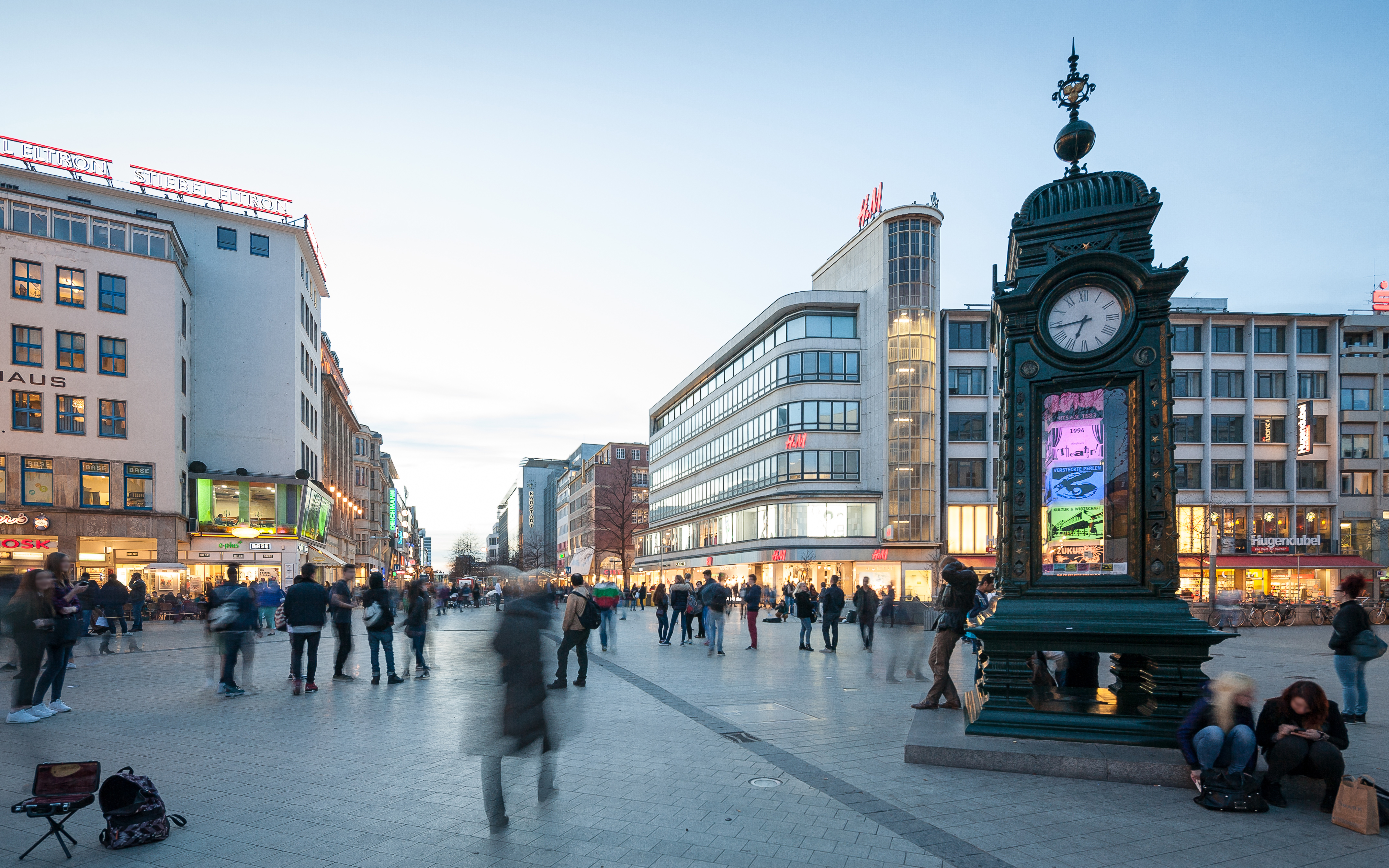
Kröpcke in westlicher Blickrichtung (zum Steintor)

Der Kröpcke [ˈkʁœpkə] ist eine platzartige Straßenkreuzung in der Fußgängerzone von Hannover. Er gilt als zentralste Stelle der Stadt. Mit der Kröpcke-Uhr, die von den Hannoveranern traditionell als Treffpunkt genutzt wird, steht vor Ort eines der hannoverschen Wahrzeichen. Am Kröpcke kreuzen sich die beiden Flügel der Georgstraße, die Bahnhofstraße, die Karmarschstraße und die Rathenaustraße. Unterirdisch befindet sich die größte Station der Stadtbahn Hannover. Benannt wurde der Kröpcke nach dem ansässigen Café.

## Entstehung

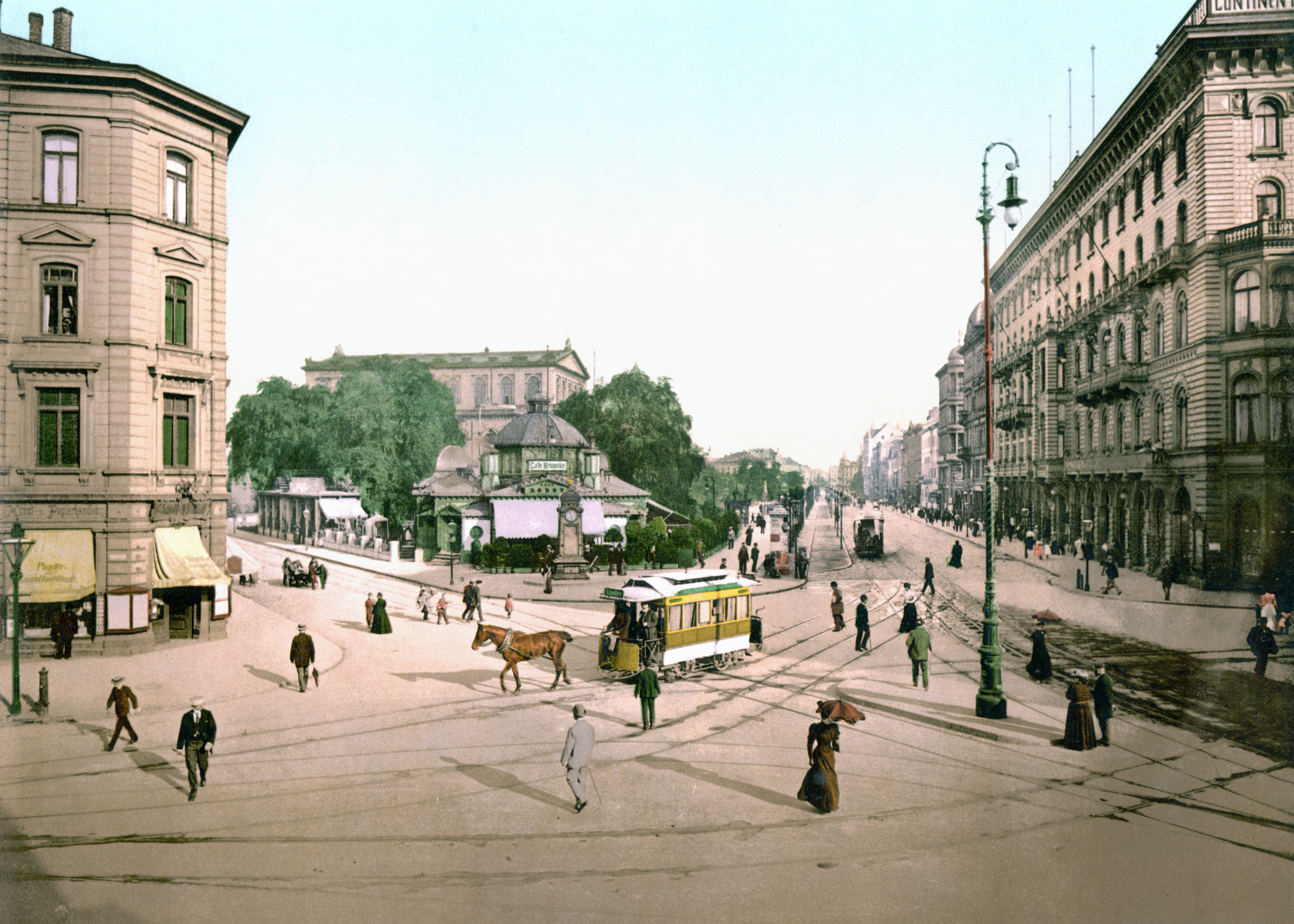
Café Kröpcke um 1900, im Hintergrund das Theater (das heutige Opernhaus)

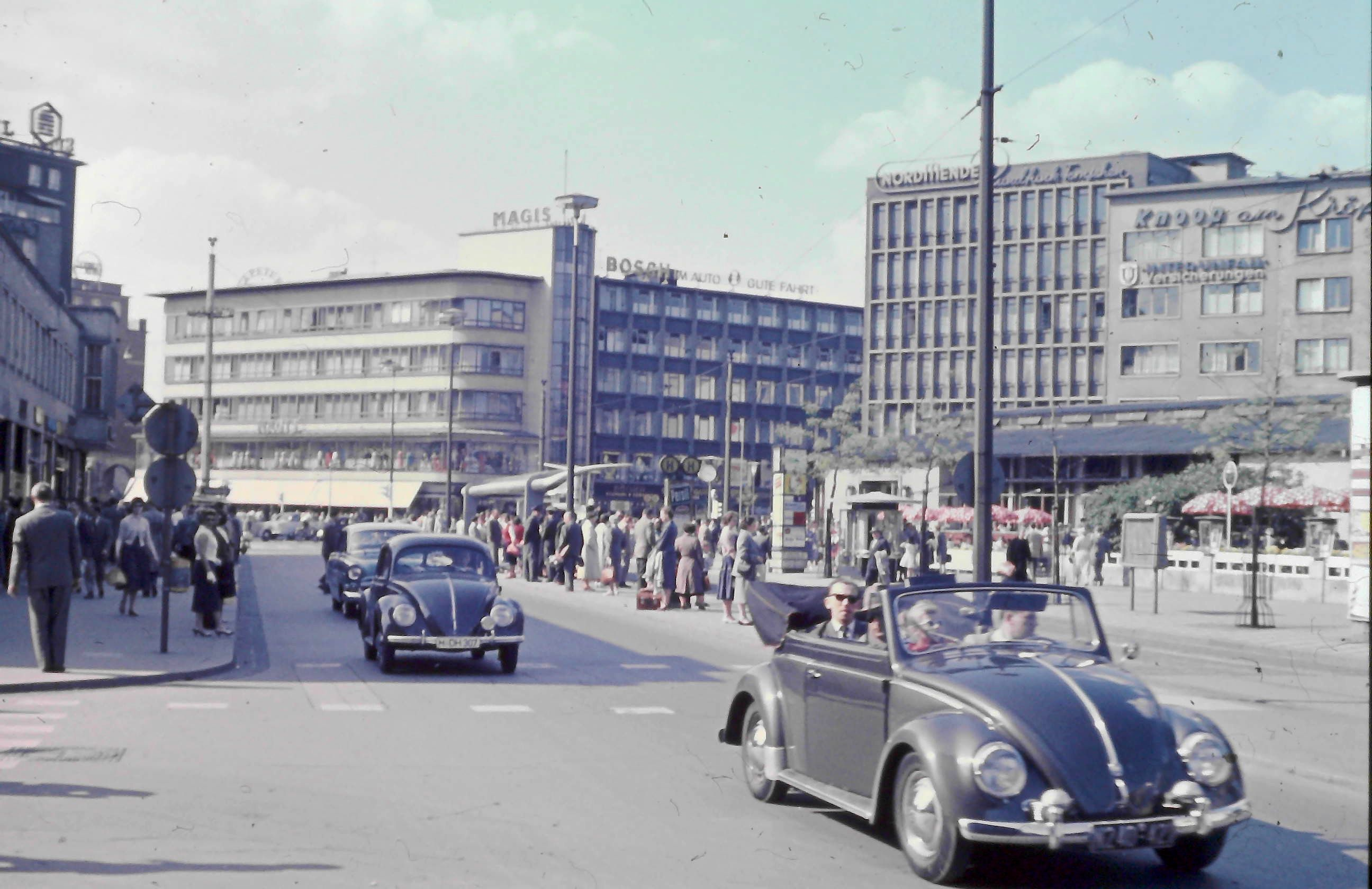
Der Kröpcke im Jahr 1957 mit Autoverkehr, Haltestelle und Café

Die Kreuzung ergab sich 1843 als Übergang zwischen der Altstadt und dem Weg zum etwas entfernt nordöstlich neu angelegten Central-Bahnhof. In der Folge erweiterte sich unter Anleitung des Hofbaumeisters Laves das Stadtgebiet nach Norden und Osten um die Ernst-August-Stadt. Wie aus alten Stadtplänen klar ersichtlich, waren von der Stadtplanung her für Platzfunktionen eigentlich vielmehr der benachbarte Opernplatz (damals: Theaterplatz) und der Ernst-August-Platz am Bahnhof vorgesehen. Jedoch lenkte diese Kreuzung das Geschehen auf sich, um auch den bei der Marktkirche gelegenen Marktplatz als so aufgefasstes absolutes Herz der Stadt abzulösen.
1872 fuhr die erste Pferdebahn über die Kreuzung, später durch die elektrische Straßenbahn ersetzt. 1931 stand am Kröpcke die erste Verkehrsampel Hannovers. Bei den Luftangriffen auf Hannover im Zweiten Weltkrieg wurde die ganze Gegend – bis auf die Kröpcke-Uhr – zerstört. Mit dem wachsenden Autoverkehr erhielt die Kreuzung für die 1950er/1960er Jahre eine Verkehrskanzel. Im Zuge der U-Bahn-Bauarbeiten Anfang der 1970er Jahre wandelte man den Kröpcke und die anliegenden Straßen dann in eine Fußgängerzone um, wenn auch noch eine Zeit lang oberirdisch Straßenbahnen fuhren. Anders als bei richtigen Plätzen ist eine genaue Bestimmung der Fläche und Begrenzung des Kröpcke nicht möglich; dies liegt letztlich im subjektiven Ermessen. Man sagt auch kaum „auf dem Kröpcke“, sondern gemeinhin „am Kröpcke“.

## Bauten am Kröpcke

### Café Kröpcke
In der Altstadt hatte es die alteingesessene Konditorei des Familienbetriebs Robby gegeben. 1869 zog Georg Robby mit dem Geschäft an die nordwestliche Ecke des Theater- bzw. Opernplatzes um. In einem von Otto Goetze entworfenen Gusseisen-Bau, der einem orientalisch anmutenden Pavillon der Weltausstellung Paris 1867 nachempfunden war, eröffnete er dort das Café Robby. Von 1878 an arbeitete darin als Kellner der aus Bleckede bei Lüneburg stammende Wilhelm Kröpcke. Nachdem das Café Robby erst anderweitig verpachtet wurde, pachtete es Wilhelm Kröpcke ab 1885 selbst. 1895, als das Gebäude inzwischen der Stadt gehörte, benannte er es in Café Kröpcke um. Er führte es bis zu seinem Tod 1919.
Mit seiner ihm eigenen Atmosphäre erlangte das Café Kröpcke Bekanntheit über Hannover hinaus. Es entwickelte sich auch zum Treffpunkt verschiedener kultureller oder sozialer Szenen. Unter anderem spielte sich drumherum männliche Prostitution ab, das Milieu, in dem der Serienmörder Fritz Haarmann seine Opfer fand. Der Name des Cafés wurde im Laufe der Zeit durch den Volksmund auf die Kreuzung übertragen.
Daraufhin erhielt der Ort 1948 offiziell den Namen Kröpcke. Im selben Jahr entstand nach der kriegsbedingten Zerstörung ein Café-Neubau nach Entwurf des Architekten Dieter Oesterlen. Da der Betrieb nach Einspruch der Nachkommen Wilhelm Kröpckes nicht mehr Café Kröpcke heißen durfte, wählte man bezeichnenderweise den Namen Café am Kröpcke (heute lautet die Aufschrift jedoch Café Kröpcke). Schon 1974 wurde das Gebäude wegen des U-Bahn-Baus wieder abgerissen, ehe zwei Jahre später die Wiedereröffnung in dem von Matthaei-Elschner / Fischer-von Bassewitz geplanten jetzigen Bauwerk mit der markanten Dachkonstruktion stattfand. Seither wird das Café von Mövenpick betrieben. Anlässlich der Expo 2000 erhielt das Gebäude eine Erweiterung für ein Expo-Café, heute nachgefolgt von einem Beratungszentrum der Stadtwerke Hannover.

### Kröpcke-Uhr

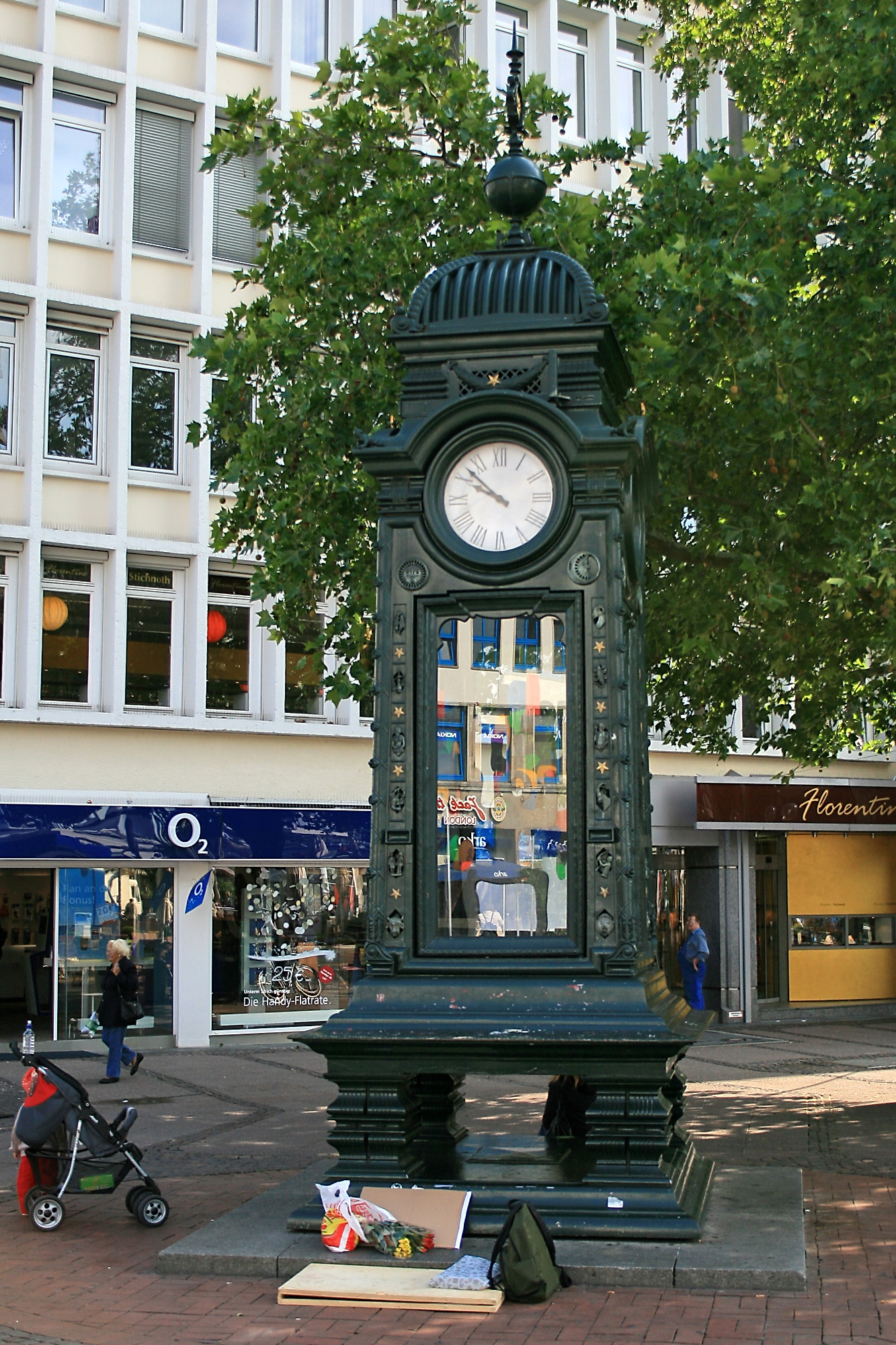
Treffpunkt Kröpcke-Uhr

Bei der Kröpcke-Uhr handelte es sich ursprünglich um eine 1885 von Konrad Oertel entworfene Wettersäule. Im Zweiten Weltkrieg wurde sie 1943 durch einen alliierten Bombenangriff beschädigt, konnte 1945 aber wieder in Betrieb genommen werden. 1954 ersetzte man sie durch eine moderne Uhr, wobei gleiche Uhren ebenso am Steintor und am Aegidientorplatz aufgestellt wurden. 1977 fertigte Werner Hoffmann für den Kröpcke eine vereinfachte Rekonstruktion der historischen Wettersäule an. Die Uhr ist in Hannover – wie das Ernst-August-Denkmal am Hauptbahnhof – ein klassischer Treffpunkt.

### Kröpcke-Center

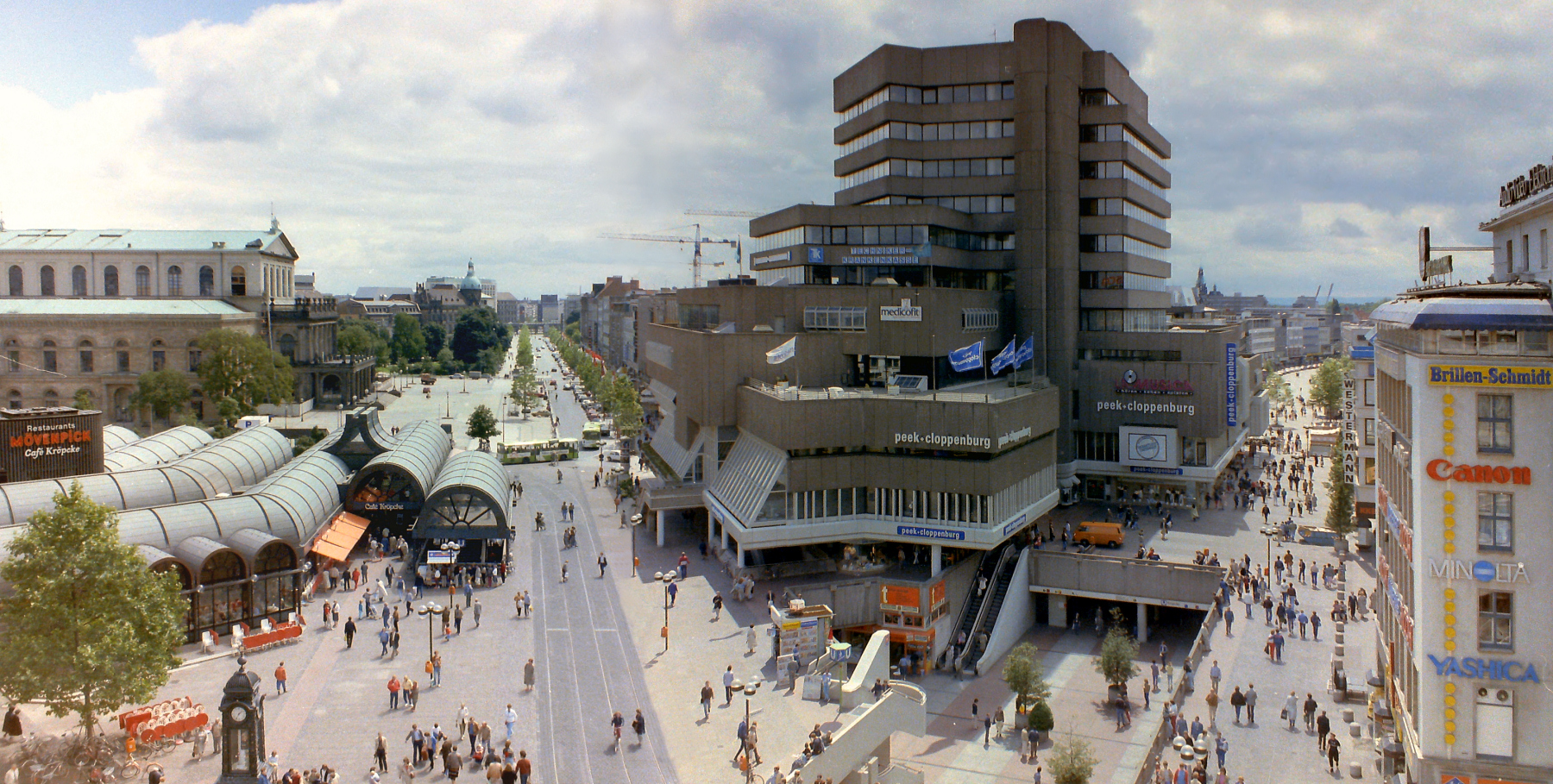
Überblicksaufnahme von 1984, links Kröpcke-Uhr sowie Cafe Kröpcke und in der Mitte das Kröpcke-Center

Südlich der Kreuzung befand sich zunächst ein städtisches Gebäude, das als Höhere Gewerbeschule der Stadt Hannover und danach als Polytechnische Schule Hannover diente. Mit dem Auszug der Schule und der Anlegung der Karmarschstraße im Jahr 1879 entstand auf dem nunmehr spitzwinkligen Grundstück zwischen Georg- und Karmarschstraße der Bau des Hotels Continental. Bei den Luftangriffen auf Hannover 1943 wurde das Hotel zerstört. Ende der 1940er Jahre folgte an der Stelle das zweistöckige Provisorium namens Conti-Block.

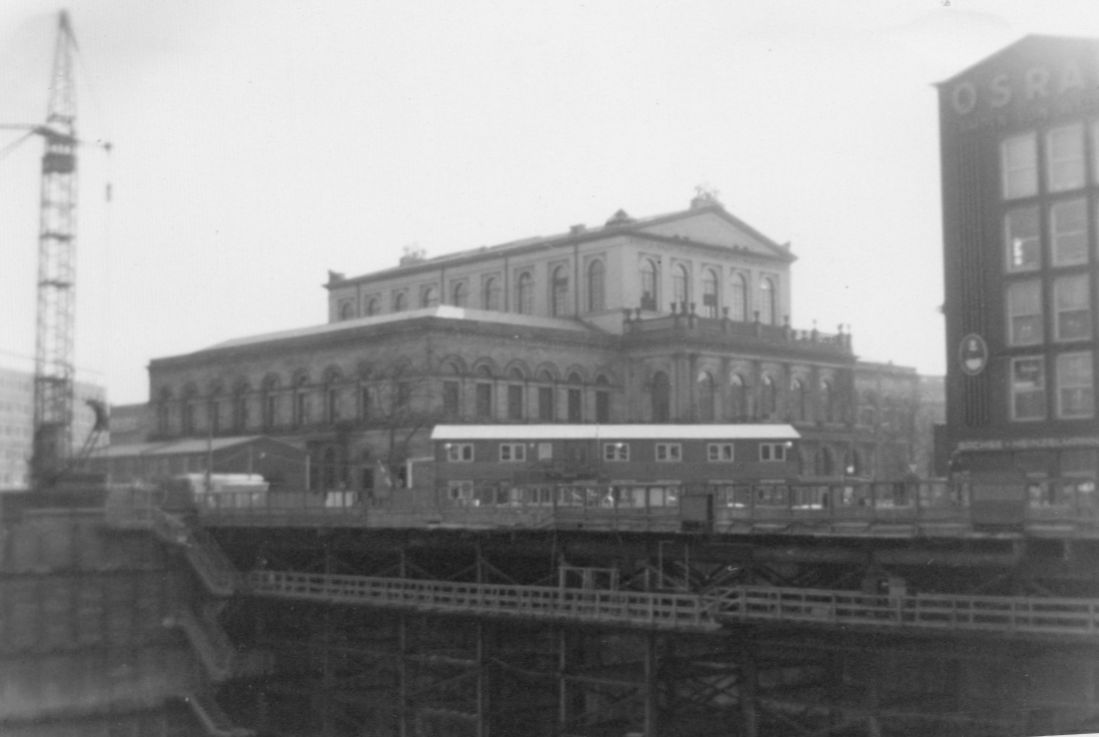
1972: Bau der U-Bahn an Stelle des späteren Kröpcke-Centers; im Hintergrund das Opernhaus

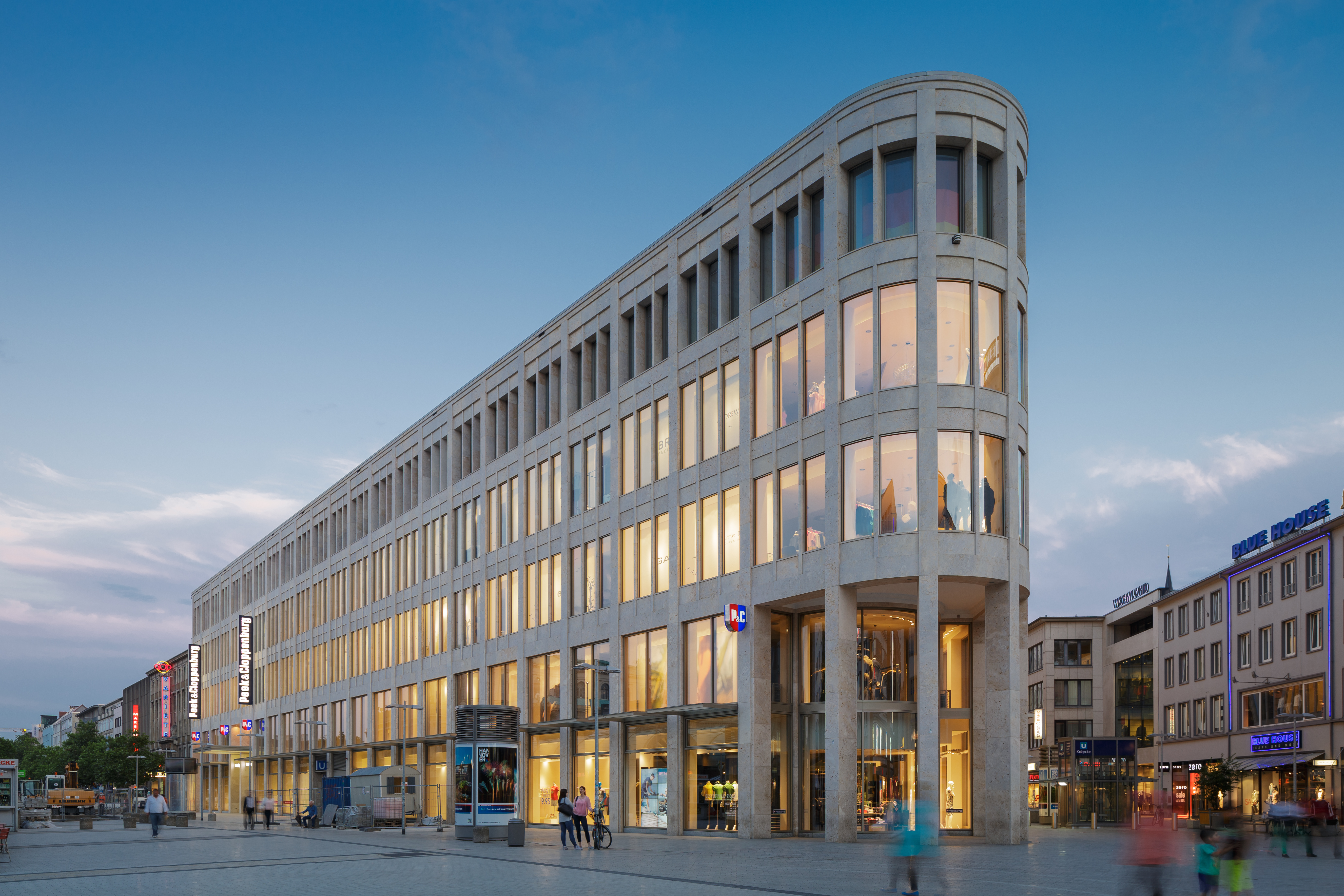
Das Kröpcke-Center nach Abschluss der Umbauarbeiten, 2014

Jener wurde um 1970 bei den Bauarbeiten für die U-Bahn-Station Kröpcke wieder abgerissen. Stattdessen entstand 1972 im Stil des Brutalismus das bis zu 51 Meter hohe Kröpcke-Center. Hauptmieter des Gebäudes war zunächst ein Wertheim-Kaufhaus, später wurde es für die noch heute vorhandene Filiale des Modehauses Peek & Cloppenburg bekannt. Wegen der bald als unzeitgemäß empfundenen Architektur war das Kröpcke-Center jahrelang eines der umstrittensten Bauwerke der Stadt. Geplante Umbauten wurden aber immer wieder verschoben.
Nach mehreren Eigentümerwechseln führte ab 2009 die Düsseldorfer CENTRUM Grundstücksgesellschaft einen grundlegenden Umbau durch, bei dem große Teile des Komplexes neu entstanden. Das umgangssprachliche „Kröpcke-Loch“ am südlichen Ende der Niki-de-Saint-Phalle-Promenade (Passerelle) in der sogenannten Minus-1-Ebene wurde geschlossen, die Bebauung nach vorn gezogen. Da für den Hochhausturm kein langfristiger Mieter gefunden werden konnte, entschied man sich entgegen der ursprünglichen Planung für dessen Abriss. Das Investitionsvolumen für die Umbauarbeiten betrug etwa 200 Millionen Euro. Noch vor Beendigung stieg 2013 die Immobilienfondsgesellschaft Union Investment Real Estate als neuer Eigentümer ein.

### Bebauung der drei anderen Ecken
Entsprechend dem überwiegenden Kreuzungscharakter sind auch die Bauten in den drei übrigen Winkeln – neben dem Café und dem Kröpcke-Center – mit ihren Fronten mehr zu den einmündenden Straßen hin orientiert als zur Mitte. Im Südwesten steht das Europa-Haus. Ihm kommt als erstem neuerrichteten Geschäftshaus in der durch den Zweiten Weltkrieg zerstörten Innenstadt Hannovers historische Symbolkraft zu. Das Anfang der 1950er Jahre in der nordwestlichen Ecke erbaute Magis-Haus weist eine für seine Zeit ungewöhnlich anspruchsvolle und auch nach heutigem Dafürhalten sehr attraktive Architektur auf. Im Gegensatz dazu hat die Bebauung der nordöstlichen Ecke, nachdem diese in den 1950er und 1960er Jahren mit auffälligen Werbeschriftzügen (vor allem des einheimischen Kaffee-Produzenten Machwitz) noch prägend für den Kröpcke war, sonst in keiner Weise Bedeutung in der Stadt.

### InstallationLichtwolke

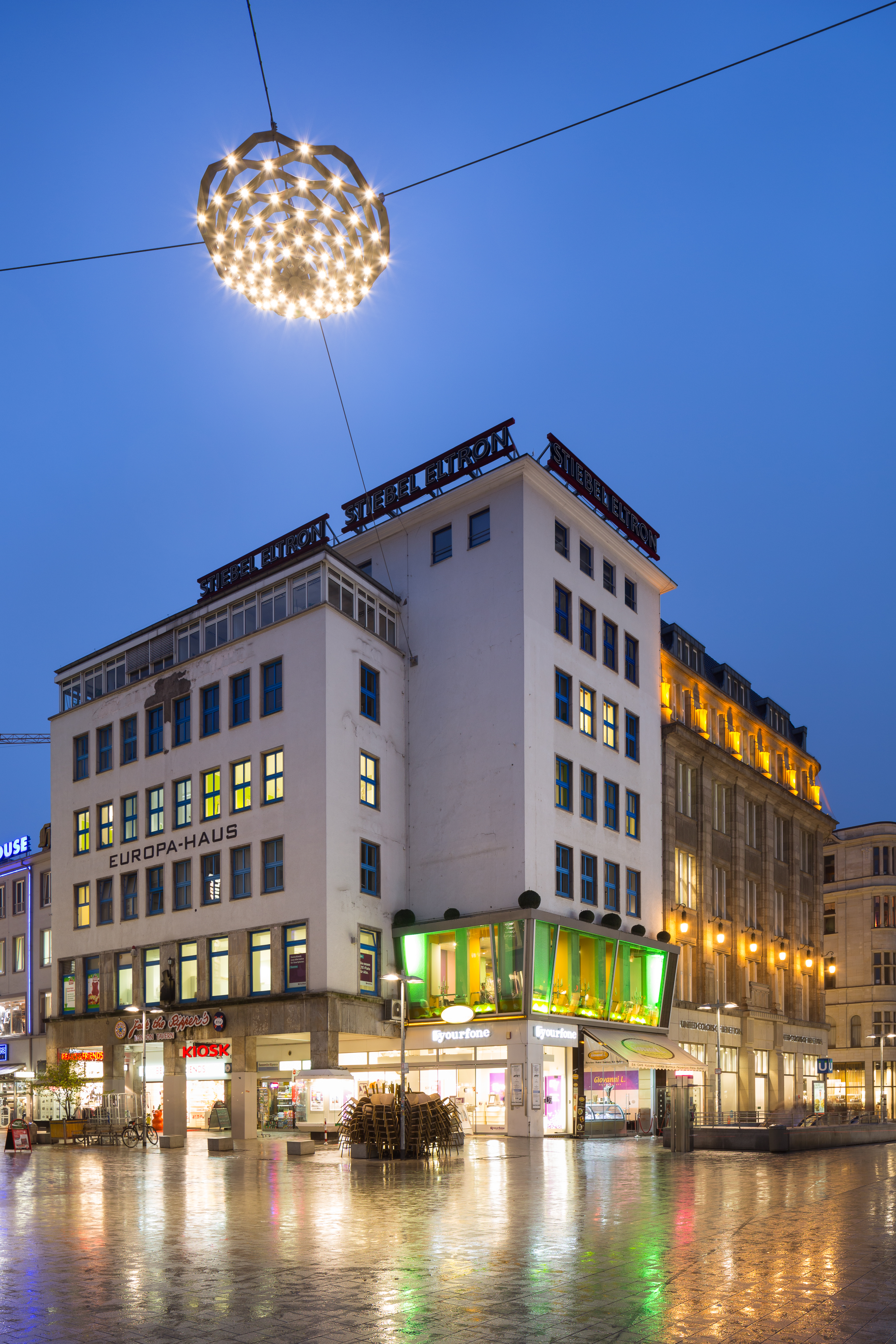
Die Lichtwolke, im Hintergrund das Europa-Haus

Seit 2015 wird der Kröpcke bei Nacht über die künstlerische Installation Lichtwolke beleuchtet. Der Entwurf dazu stammt von der Lichtplanerin Ulrike Brandi. Das Objekt besteht aus gefalteten Metallstreifen mit 64 daran angebrachten LED-Lampen. Es hängt an Tragseilen, welche über vier Haken an den umliegenden Gebäuden befestigt sind. Die Inbetriebnahme verzögerte sich um etwa ein Jahr, weil der Kostenrahmen zunächst nicht eingehalten werden konnte, sodass die Herstellung neu ausgeschrieben werden musste. Zudem hatte die Stadt lange Zeit mit einem Hauseigentümer über die Anbringung eines der Haken zu verhandeln. Die Lichtwolke kostete in der Anschaffung etwa 370.000 Euro, die Betriebskosten belaufen sich auf etwa 1.000 Euro im Monat. Um Eisschlag zu vermeiden, kann das Objekt im Winter beheizt werden. Ein Ultraschallgerät soll zudem verhindern, dass sich Tauben darauf niederlassen. Mittels Versuchen im Windkanal wurde erprobt, dass Sturmböen die Lichtwolke nicht aus ihrer Verankerung reißen können.

## U-Bahn-Station Kröpcke

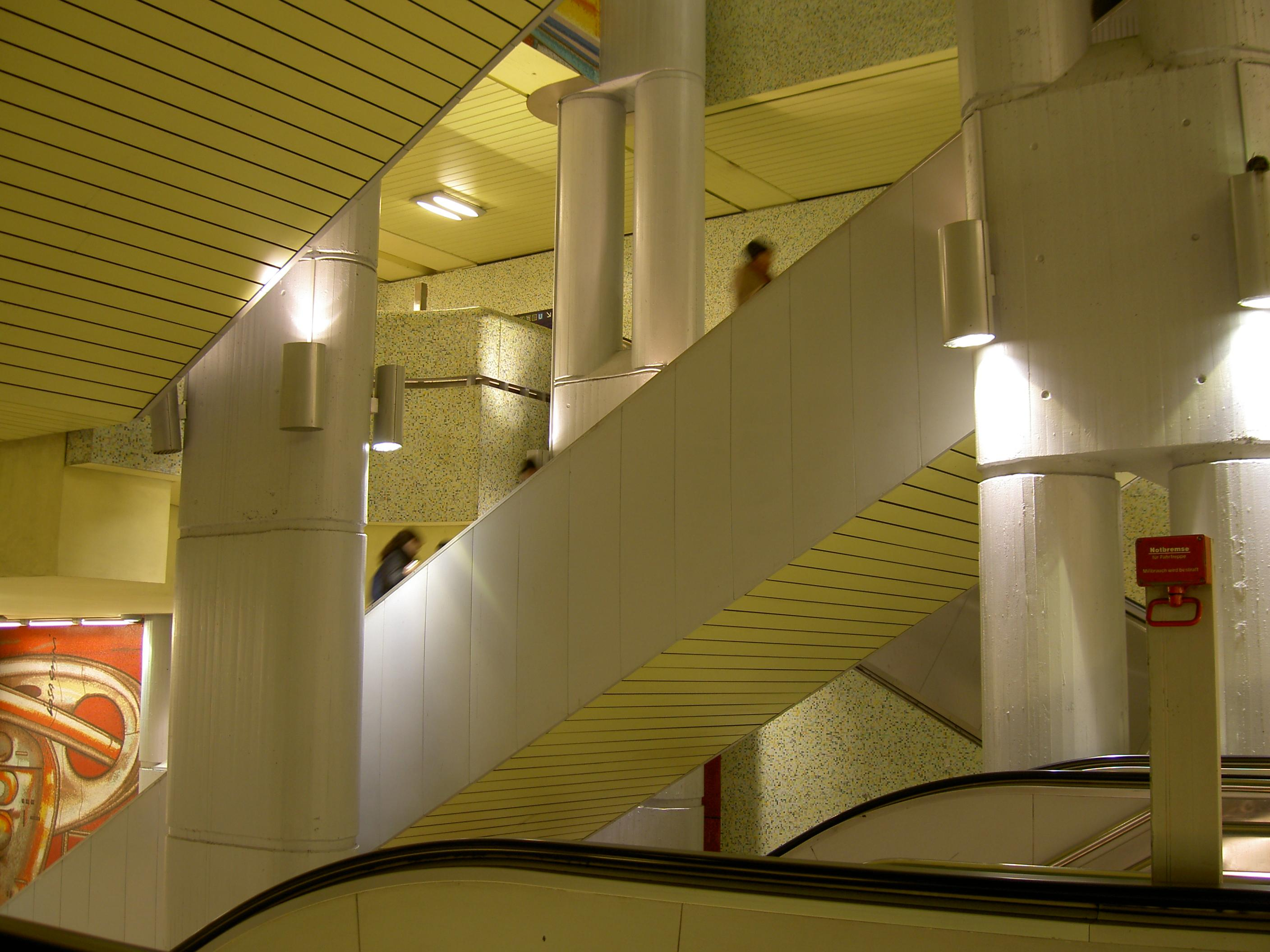
Treppen der U-Bahn-Station Kröpcke

Die U-Bahn-Station Kröpcke ist die wichtigste Kreuzungsstation der Stadtbahn Hannover. Hier kreuzen sich alle drei Tunnelstrecken. An sechs Bahnsteigen fahren die Linien 1 bis 9 und 11 bis 13. In der Station befinden sich die vier längsten Rolltreppen in Hannover. Mit einer Länge von je etwa 33 m führen sie von der Verteilerebene (-1) zu den beiden Bahnsteigen der C-Strecke (-4).